# Multi-tap
Multi-tap lub Multitap – w dosłownym tłumaczeniu "wiele kranów" lub "wiele nalewaków". W języku polskim wyrażenie jest nieostre i odnosi się do rodzaju pubu, w którym dostępne jest "wiele" nalewaków (często liczbę tę definiuje się jako >=10) serwujących najciekawsze piwa z kraju lub ze świata. Określenie to zaproponował Michael Jackson w swojej książce "Beer (eyewitness companions)", jako wspólną kategorię dla lokali, które mają w ofercie szeroką gamę piw umożliwiającą pijącemu edukację w zakresie nowości piwnych. Określenie to nie przyjęło się w Stanach Zjednoczonych, ponieważ multi-tap oznacza w języku angielskim również urządzenie peryferyjne do sterownika konsoli (zawierające dodatkowe przyciski) lub wiele znaków ukrytych pod jednym klawiszem klawiatury telefonów komórkowych. Miłośnikom piwa nie podobał się również nacisk na ilość nalewaków, a nie jakość serwowanego piwa, dlatego w tej chwili powszechnie używanym stwierdzeniem jest "Craft Beer Pub" lub "Craft Beer Bar" jako określenie lokali serwujących na wielu kranach piwa z browarów rzemieślniczych lub najciekawszych browarów na świecie. W Polsce często określenie "Multitap" używane jest właśnie w tym sensie. 
Bardzo często obok trunków serwowanych bezpośrednio z beczki oferowane są również piwa butelkowe, a oferta multitapu wzbogacona jest o inne czynniki mogące zainteresować miłośników dobrego smaku - dobrą kuchnię, szeroki wybór whiskey, tequili, wina itp. Wiele pubów tego typu działa w Stanach Zjednoczonych, np. Clark’s Ale House, Horse Brass Pub, Max's on Broadway i Wharf Rat.